# 佐藤利香
佐藤 利香（さとう りか、1971年11月12日 - ）は、宮城県仙台市出身の卓球選手。京浜女子商業高等学校（現在の白鵬女子高等学校）時代の1988年全日本卓球選手権女子シングルス決勝戦で星野美香を破り優勝した。これは2017年の平野美宇の16歳9か月で抜かれるまでの女子シングルス史上最年少記録（17歳1ヶ月）である。また、その後1991年には2度目の優勝（所属は武田薬品湘南）を果たしている。その後和歌山銀行に所属、現在は明徳義塾中学校・高等学校の女子監督として指導にあたっている。
オリンピックには2度出場したが1992年のバルセロナオリンピックでは陳子荷、1996年のアトランタオリンピックでは喬紅に敗れ予選リーグで敗退している。
2006年の世界卓球選手権ブレーメン大会、2007年の世界卓球選手権ザグレブ大会ではテレビ東京による放送の実況中継を担当した。
また日本代表のコーチも務めたことがある。

## 主な戦績
- 1988年　インターハイ卓球競技女子シングルス優勝
- 1988年　全日本卓球選手権 女子シングルス優勝（史上最年少）[7]
- 1991年　全日本卓球選手権 女子シングルス優勝女子ダブルス優勝
- 1994年　全日本卓球選手権 女子ダブルス優勝